# 조태일
조태일(趙泰一, 1941년 9월 30일~1999년 9월 7일)은 대한민국의 시인이다. 본관은 옥천.

## 생애
전라남도 곡성 태안사에서 태어났다. 호는 죽형(竹兄)이다. 경희대학교 2학년에 재학 중이던 1964년 경향신문 신춘문예에 〈아침 선박〉이 당선되어 문단에 나왔다. 1969년 월간 시전문지 《시인》을 창간해 김지하, 양성우, 김준태를 배출했다. 1972년에 고은, 백낙청, 신경림, 황석영, 염무웅, 박태순 등과 ‘자유실천문인협의회’를 창립하였고, 독재에 저항하다 여러 번 투옥되었다. 1988년에 ‘자유실천문인협의회’가 ‘민족문학작가회의’로 바뀌자 초대 상임이사를 맡았다. 1991년에 김현승 연구로 박사학위를 받았다. 1989년에 광주대학교 조교수가 되었고, 1994년에 예술대학 초대 학장이 되었다. 1999년에 간암으로 세상을 떠났다.

## 저서
- 《아침 선박》 (1965)
- 《식칼론》 (1970)
- 《국토》 (창작과비평사, 1975)
- 《가거도》 (창작과비평사, 1983)
- 《자유가 시인더러》 (창작과비평사, 1987)
- 《산속에서 꽃속에서》 (창작과비평사, 1991)
- 《풀꽃은 꺾이지 않는다》 (창작과비평사, 1995)
- 《혼자 타오르고 있었네 》 (창작과비평사, 1999)
- 시론집 《고여 있는 시와 움직이는 시》 (1980)

## 수상
- 1991년 제1회 편운문학상
- 1992년 제35회 전남도문화상 문학부분
- 1995년 제10회 만해문학상

## 평가
이승하는 1970년대의 한국 시문학사를 정리하면서 〈산업화시대 시의 모색과 발전〉이라는 제목 아래, 사회의식을 토로하는 현실 참여의 시를 중요한 흐름으로 제시했다. 그러면서 조태일이 이성부와 더불어 남성적인 톤으로 치열한 사회의식과 국토에 대한 끈질긴 애착을 표출한 시인이라고 평했다. 비록 운문적 감수성보다 끈질긴 저항의지를 취하여 산문적이라 세련미를 찾기 어려운 시를 쓰기도 했지만 독재라는 상황의 벽에 대항한 줄기찬 부정의 정신이나 국토를 이루고 있는 만물에 대한 그리움의 정서는 이 시대 민중시의 한 모범으로 삼아도 좋다는 것이다.

## 가족 관계
- 배우자 : 진정순
  - 장남 : 조천중
    - 며느리 : 강은숙

  - 차남 : 조현정
    - 둘째 며느리 : 정혜진

  - 삼남 : 조형준